# ヴァルトシュテッテン (オストアルプ郡)

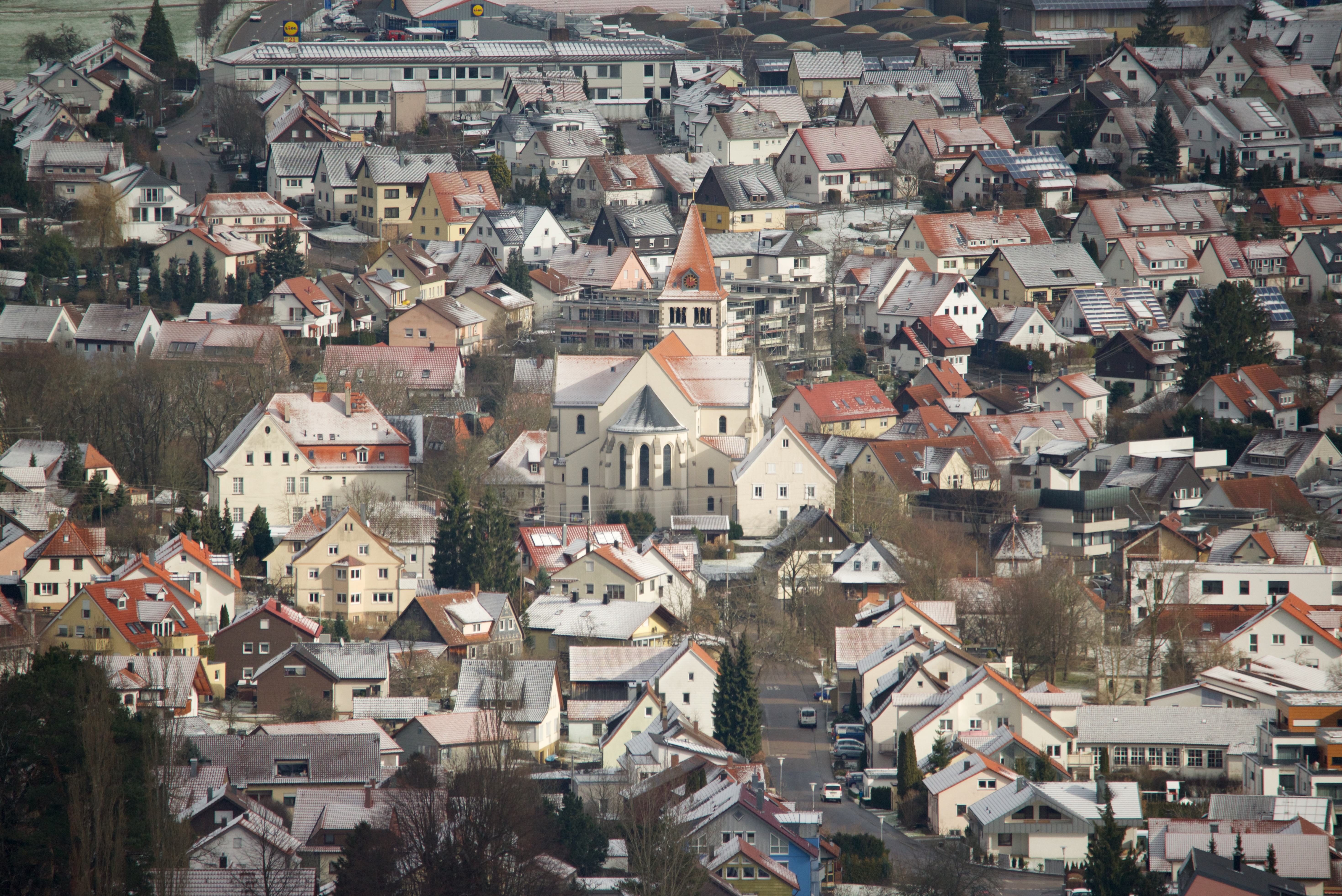
ヴァルトシュテッテンの町並み

ヴァルトシュテッテン (ドイツ語: Waldstetten) は、ドイツ連邦共和国バーデン＝ヴュルテンベルク州シュトゥットガルト行政管区のオストアルプ郡に属す市である。この町はシュトゥットガルト大都市圏の辺縁部に含まれる。
この町は2000年に州指定保養地の肩書きを得た。

## 地理

### 位置
ヴァルトシュテッテンは、シュヴェービッシュ・アルプ東部のフォアラント（前山部）にあたるシュトゥイフェン北麓、レムスタール辺縁部の高度 350 m から 781 m に位置している。この町は、シュヴェービッシュ・グミュント、ゲッピンゲン郡に属すラウターシュタイン、ドンツドルフ、およびオッテンバッハの無人の飛び地と境を接している。

### 自治体の構成
自治体としてのヴァルトシュテッテンには、かつて独立した町村であったヴィスゴルディンゲン（1972年にヴァルトシュテッテンに合併した）と、26の村落、小集落、農場、住宅群が属している。

### 土地利用
| 土地利用種別面積 | 農業用地 | 森林   | 住宅地 | 産業用地 | 交通用地 | 水域  | レジャー用地 | その他 |
| ---------------- | -------- | ------ | ------ | -------- | -------- | ----- | ------------ | ------ |
| 面積 (km2)       | 11.50    | 5.78   | 1.41   | 0.34     | 1.00     | 0.09  | 0.21         | 0.63   |
| 占有率           | 54.9 %   | 27.6 % | 6.7 %  | 1.6 %    | 4.8 %    | 0.4 % | 1.0 %        | 3.0 %  |

州統計局の2019年現在のデータによる。

## 歴史

### ヴァルトシュテッテン
ヴァルトシュテッテンは1275年に Walhstetten の表記でコンスタンツ司教区の文書 Liber decimationis に初めて記録されている。聖ラウレンティウス教会は当時、この司教区に属していた（現在はロッテンブルク＝シュトゥットガルト司教区）。この町名は、「Siedlung des Wal(a)h」（ヴァラーの入植地）または「Siedlung der Welschen」（ヴェルシュの入植地）を意味する (Reichardt II, S. 273)。
ヴァルトシュテッテンは中世にはレヒベルク家の所領に属した。アイヒヘルツレにあったヴァルトシュテッテン城（廃城）は、1449年の都市間紛争で帝国都市軍によって破壊され、再建されなかった。グミュント軍は、その帰路、ヴァルトシュテッテンの戦いで全滅に近い打撃を受けた。
現在ヴァルトシュテッテンに属す地域の中でレヒベルクの所領に属したのは小集落シュトッフェル（1393年に ze Stoffeln と表記）だけであった。1605年から1611年にハンス・フィリップ・フォン・レヒベルクによって建設された小城は三十年戦争によって1643年に早くも破壊された。ヴァルトシュテッテン騎士領は1672年までレヒベルク家の所領に留まったが、この年にハンス・ヴォルフ・フォン・レヒベルク・ツー・レヒベルクハウゼン・ウント・ヴァルトシュテッテンが35,500グルデンでグラーフェンエック伯ヨアヒム・ゴットフリートに売却した。「建物と土地 10,140フローリン（グルデン）、継続的な税 902フローリン、非継続的な税 494フローリン、これに行政権、裁判権、守護権、農奴が含まれる」(OAB S.449)。購入者の息子ゴットフリート・アントンは1699年にヴァルトシュテッテンをエルヴァンゲン修道参事会に売却した。先買の権利を主張しようとしたレヒベルク伯フランツ・アルベルトは傍観するしかなかった。ヴァルトシュテッテンはエルヴァンゲンとともに1802年から1803年にヴュルテンベルク領となった。この町はオーバーアムト・グミュントに編入された。18世紀にパイプ職人の工房がこの町に造られた（1790年/1800年頃には 60人のマイスターがこの仕事に就いていた）。19世紀後半には、隣のグミュントの産業がヴァルトシュテッテンに影響を及ぼし、旋盤工場が稼働し、洋白加工業が成立し、パイプの製造が行われた。
1824年に獲得した市場開催権（家畜市と食料品市）は現在、失効している。ヴァルトシュテッテンはシュヴェービッシュ・グミュント郡（1934年から）を経て、1973年に新たに成立したオストアルプ郡に編入された。
1972年2月1日、それまで独立していた町村ヴィスゴルディンゲンがヴァルトシュテッテンに合併した。

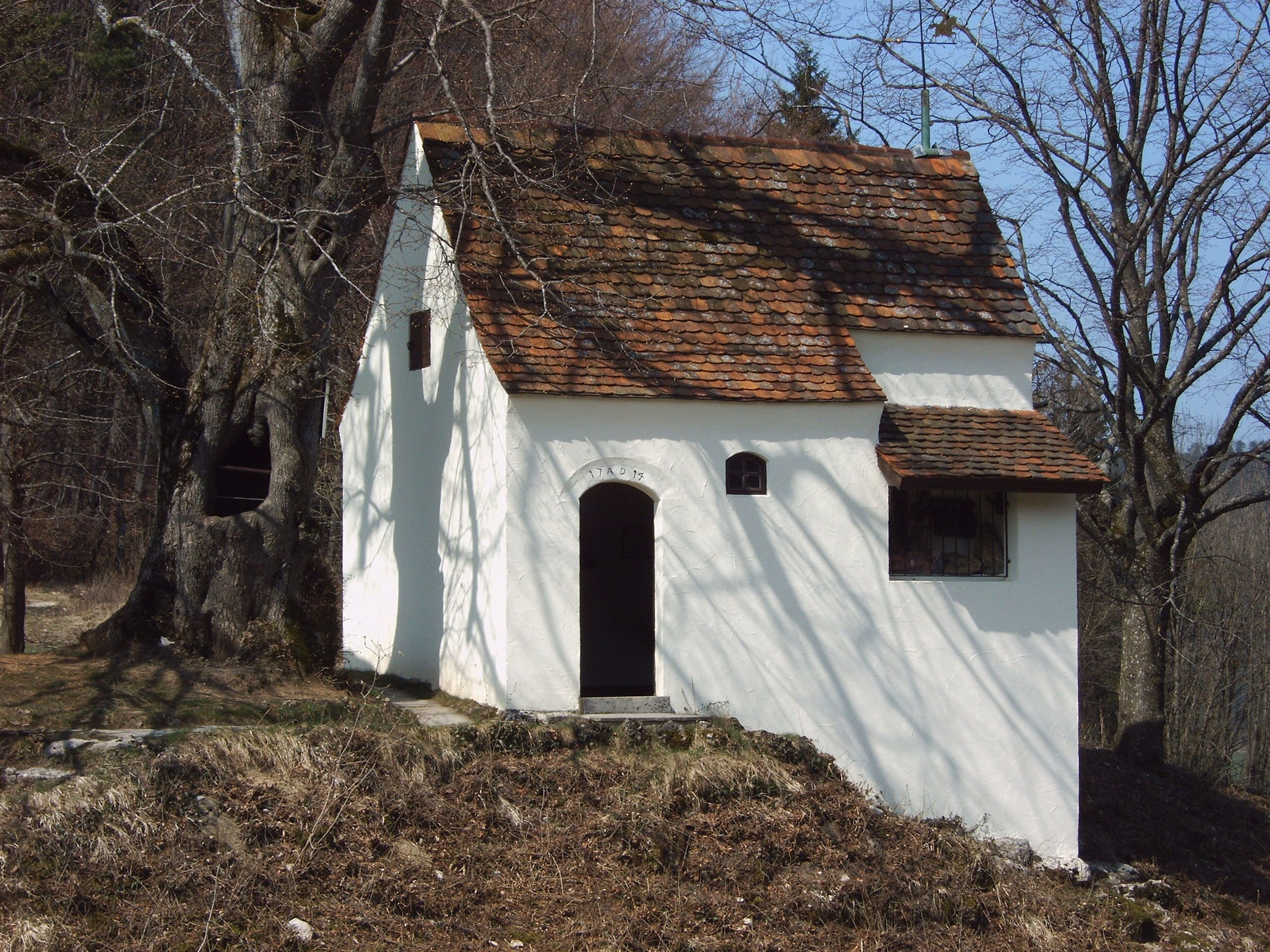
ライテルレス礼拝堂

### タンヴァイラー
タンヴァイラーは、ヴィンツィンゲン騎士領に属した。エルヴァンゲン修道参事会は、1719年にヴァルトシュテッテン支配のためにこの農場を所有者であるブーベンホーフェン家から購入した。このためこの集落はヴァルトシュテッテンとともにヴュルテンベルク領となった。
タンヴァイラーの高台には、人気のハイキング地となっている1714年建造のライテルレス礼拝堂だけでなく、伝説に彩られたグラネッグ城趾やレヒベルグレ城趾、シュヴァルツホルンハウス（自給自足農の家）もある。

### ヴィスゴルディンゲン
この村もヴァルトシュテッテンと同じ1275年の文献に、Wisgoltingen という表記で初めて記録されている。この集落名は、開墾した人物の呼び名 Wisgold に由来する (Reichardt II, S. 304)。
「文書はこの村についてほとんど言及しない」(OAB, S. 466)。レヒベルク＝ドンツドルフ系の男系家系が断絶する1732年まで、ヴィスゴルディンゲン騎士領はレヒベルク家が所有していた。最後のアロイス伯の姉妹は、1735年にこの村をヴュルテンベルクに売却したが、帝国直轄騎士領のコッハー騎士カントンの委託を請けた帝国顧問官会議はこの騎士領存続を決議した。この村は1742年に騎士長であるアルフドルフのホルツ家に委託された。この村は1806年にホルツ家からヴュルテンベルク領となった。

## 住民

### 宗教

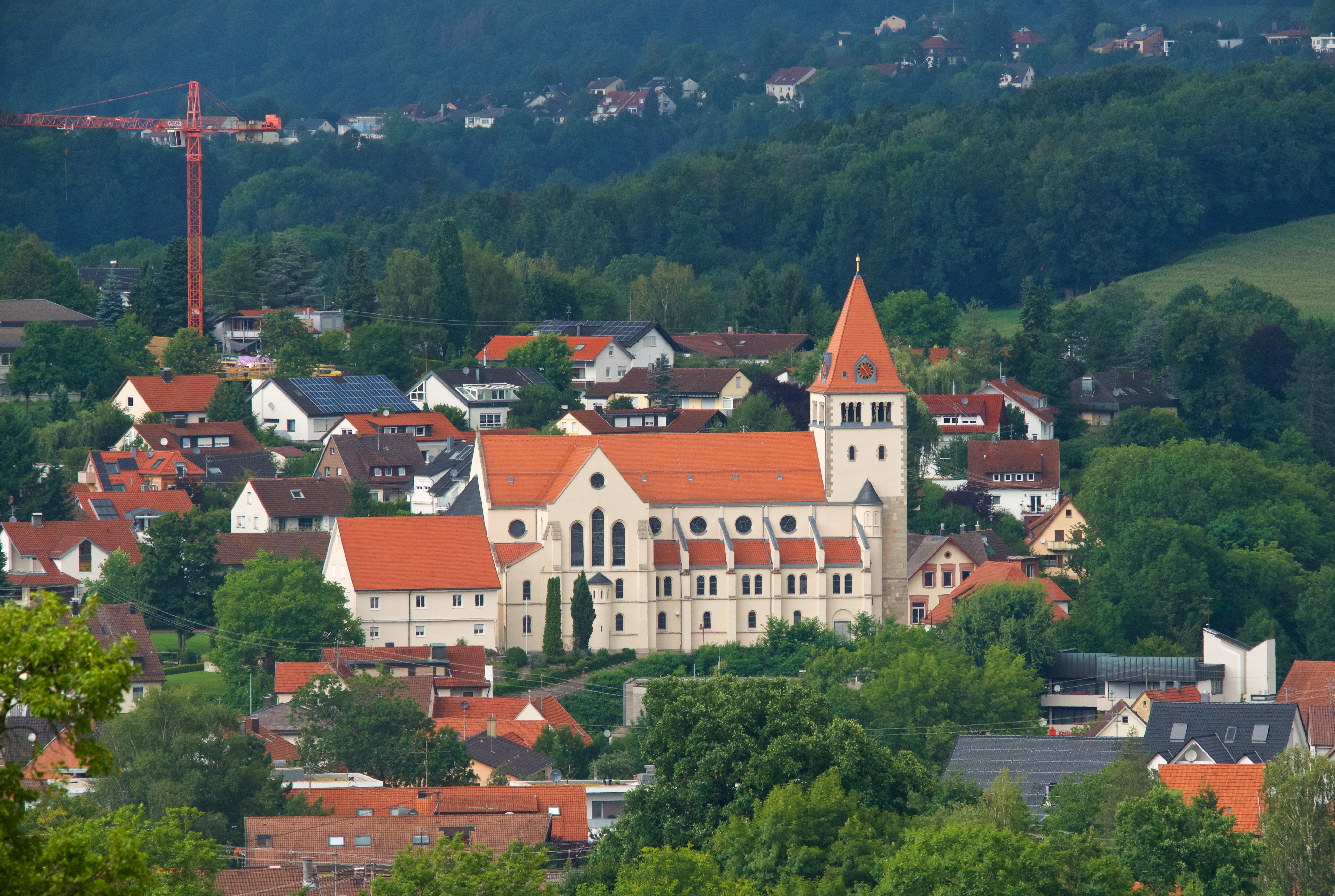
ヴァルトシュテッテンの聖ラウレンティウス教会

レヒベルク家がローマ＝カトリックを信仰していたため、ヴァルトシュテッテンとヴィスゴルディンゲンはカトリックの村であった。ヴィスゴルディンゲンの教区教会は1616年に守護聖人の洗礼者聖ヨハネと聖カタリナに献堂された。
農民たちの敬虔さを示す証拠がヴァイラーシュトッフェルに1763年に完成した礼拝堂である。この礼拝堂は、家畜飼いの守護聖人聖パトリツィウスに献げられている。

## 行政

### 首長
2017年3月12日の町長選挙でミヒャエル・レムボルト（無所属）は 99.3 % の支持票を獲得して、3期目の任期を得た。この選挙の有効投票率は 54.48 % であった。

### 議会
ヴァルトシュテッテンの町議会は、18議席で構成されている。

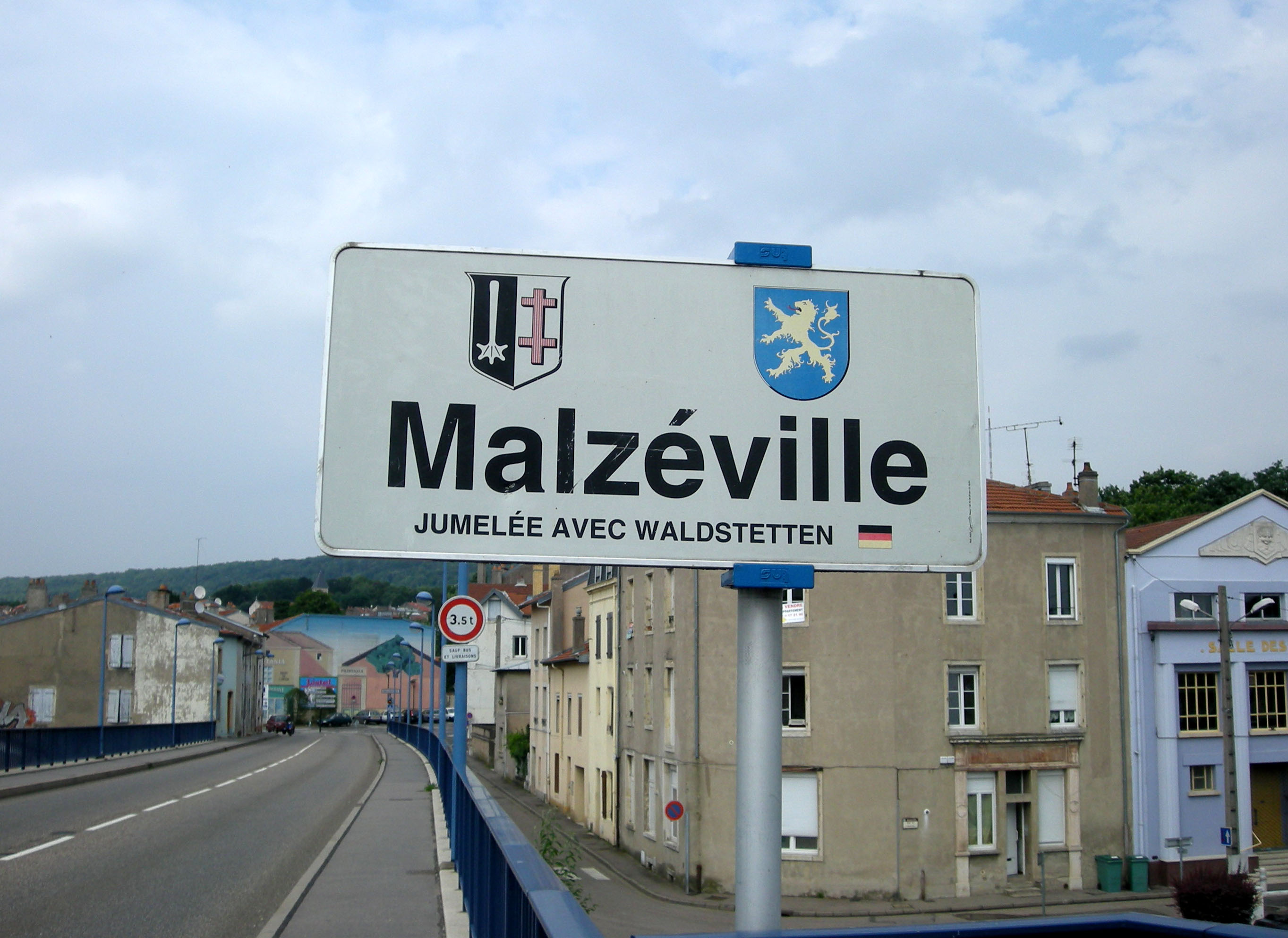
マルゼヴィルにあるヴァルトシュテッテンとの姉妹自治体を表す標識

### 姉妹自治体
ヴァルトシュテッテンは以下の自治体と姉妹自治体関係にある
- マルゼヴィル（フランス語版、英語版）（フランス、ムルト＝エ＝モゼル県）1964年[9]
- フランケンブリック（ドイツ語版、英語版）（ドイツ、テューリンゲン州）1991年
  - 姉妹自治体締結時はメンゲルスゲロイツ＝ヘンメルンとの協定であった
- Katymár（ハンガリー、バーチ・キシュクン県）

## 経済と社会資本

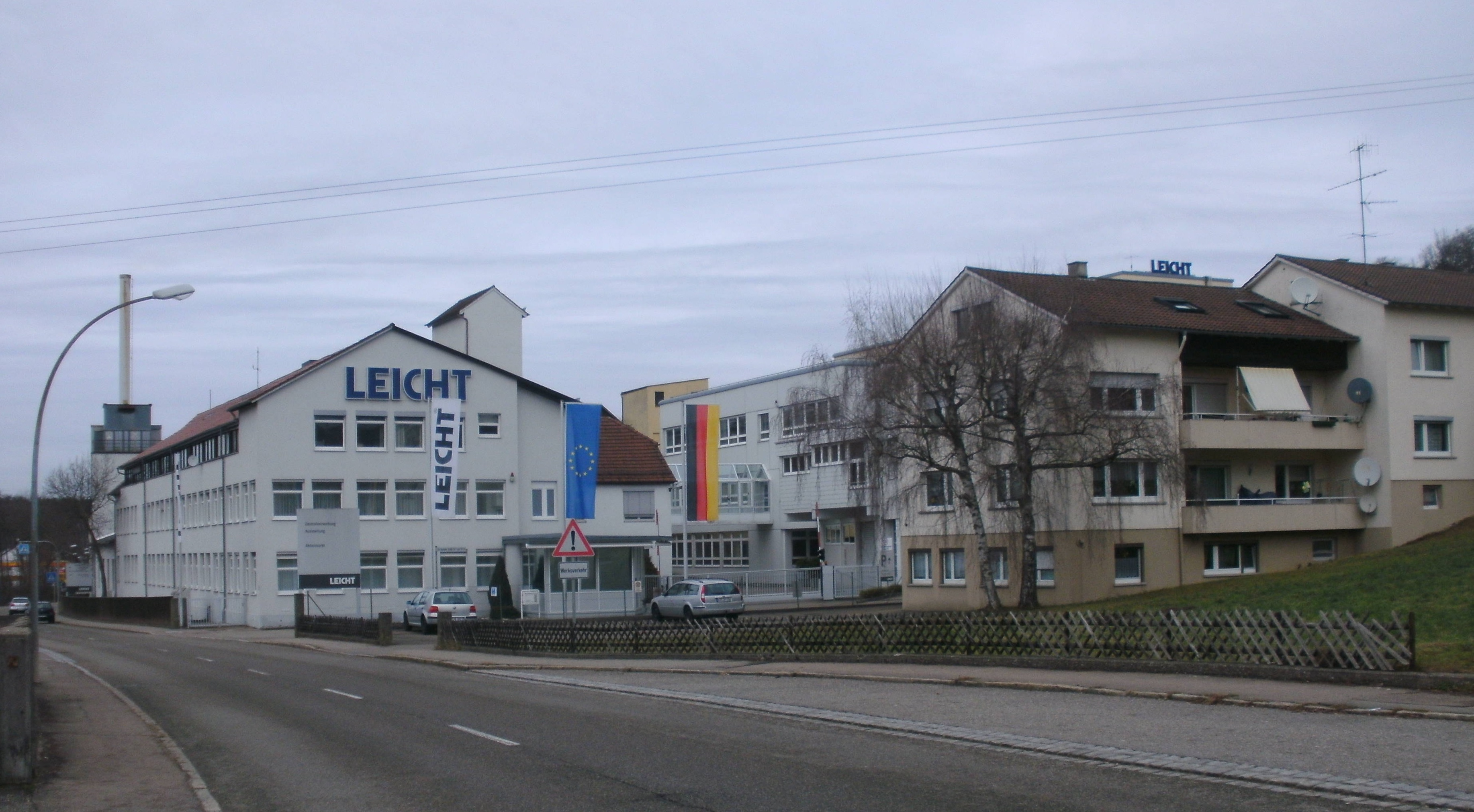
ライヒト・キューヒェン

### 地元企業
ヴァルトシュテッテンには、主に中小企業が定着している。有名企業としては、1928年に創設されたキッチン用品製造業者ライヒト・キューヒェンがある。この会社はドイツ国内に約850人の従業員を雇用しており、パーダーボルナー・ヴェレ・ホールディングスに属している。
ヴァルトシュテッテンには約 2,500人の労働者がいる。

### 教育
ヴァルトシュテッテンには、カトリックの自由実科学校フランツ＝フォン＝アッシジ＝シューレがある。基礎課程・実科学校のウンテルナー・ホーエンレヒベルクは、2015年/16年の学期から一般学校 (ドイツ語: Gemeinschaftsschule) となった。また、ヴィスゴルディンゲンに基礎課程学校がある。さらにヴァルトシュテッテンに音楽・美術学校がある。
幼児教育は、ローマ＝カトリック教会が運営する幼稚園 4園が担っている。

### 年中行事
距離 50 km のウルトラマラソン「アルプマラソン」のコースがこの町を通っている。

## 人物

### ゆかりの人物
- ドミニク・カイザー（1988年 - ）サッカー選手。ジュニア時代にTSGVヴァルトシュタットでプレイした。
- カリーナ・フォークト（1992年 - ）女子スキージャンプ選手。ヴァルトシュテッテン在住。

## 訳注
1. ↑  銅、ニッケル、亜鉛の合金